# Febe de Cencreia
Febe (em grego koiné: Φοίβη) foi uma cristã mencionada por Paulo de Tarso em sua Epístola aos Romanos (Romanos 16:1). 

## Vida e obras
Febe era uma cristã, descrita na Epístola aos Romanos como "estando a serviço" da Igreja em Cencreia. Dependendo da versão, ela aparece como uma "serva", que se utiliza de uma versão geral ao invés de uma mais específica do original grego. Outros já traduzem o termo como "diaconisa".
A palavra grega diakonon, utilizada para descrever Febe, é uma forma masculina do substantivo, que poderia ser traduzido como "diácono" em vez de "diaconisa".
Enquanto alguns estudiosos afirmam que Paulo tenha restringido o cargo de diácono aos homens (Veja "Não permito à mulher"), outros contestam essa afirmação. Quando descrevendo as qualidades que os que ocupam o cargo de "diácono" devem ter, Paulo escreveu que as gunaikas ("mulheres") devem «...ser sérias, não maldizentes, sóbrias, fiéis em tudo.» (1 Timóteo 3:11). Combinado com o fato de que Paulo chamou Febe de diakonos da igreja, a instrução do apóstolo para as "mulheres" em 1 Timóteo pode indicar que havia uma ordem entre os servos na igreja primitiva que incluía membros homens e também mulheres.
Alguns estudiosos acreditam que Febe foi a responsável por entregar a Epístola aos Romanos para os membros da comunidade em Roma.